# Мошки (Пензенская область)
Мошки́ — село, административный центр Мошковского сельсовета Бековского района Пензенской области.

## География
Село расположено на западе Бековского района, вдоль правого берега реки Хопёр. Расстояние до административного центра района рп Беково — 13 км, до областного центра города Пенза — 141 км.

## История
По исследованиям историка-краеведа Полубоярова М. С., село основано около 1724 года камергером Василием Ивановичем Мошковым. До 1747 года — сельцо Новопавловское Завального стана Пензенского уезда. На карте Генерального межевания в 1790 году обозначено как село Никольское, Новопавловка Сердобского уезда Саратовской губернии. В начале XIX века село именовалось как Новопавловское, Ключи, Мошково, Макаров поселок. В 1859 году — владельческое село Никольское (Новопавловское, Мошково, Ключи) при реке Хопре, 49 дворов, число жителей: 420 душ, из них 209 — мужского пола, 211 — женского. В 1874 году построен храм во имя святителя и чудотворца Николая, деревянный, однопрестольный, перестроен в 1896 году. В 1911 году — село Машково Хованской области Сердобского уезда, 120 дворов, всего душ — 682, из них мужского пола — 360, женского — 322; имелись церковь, церковно-приходская школа; площадь посева у крестьян всего — 362 десятины, из них на надельной земле — 295, на арендованной — 67 десятин; 18 железных плугов. До 12 ноября 1923 года — в составе Хованской волости, затем — в Бековской (Беково-Нарышкинской) волости Сердобского уезда, центр Мошковского (Машковского) сельсовета. В 1928 году — центр Мошковского (Машковского) сельсовета Бековского района Балашовского округа Нижне-Волжского края (с 30 июля 1930 года Балашовский округ упразднён, район вошёл в Нижне-Волжский край). В феврале 1939 года село вошло в состав вновь образованной Пензенской области. В 1955 году — центр Мошковского сельсовета Бековского района, центральная усадьба колхоза имени Ленина. Постановлением Пензенского облисполкома от 17.9.1975 года в состав села включены деревня Ивановка (северо-восточная окраина) и Доможировка (юго-западная).

## Население
На 1 января 2004 года — 194 хозяйств, 502 жителя; в 2007 году — 364 жителя. На 1 января 2011 года численность населения села составила 346 человек.
| Численность населения по годам, чел. | Численность населения по годам, чел. | Численность населения по годам, чел. | Численность населения по годам, чел. | Численность населения по годам, чел. |
| 1747                                 | 1811                                 | 1859                                 | 1877                                 | 1911                                 |
| ------------------------------------ | ------------------------------------ | ------------------------------------ | ------------------------------------ | ------------------------------------ |
| 202                                  | ↗300                                 | ↗420                                 | ↗423                                 | ↗682                                 |
| 1926                                 | 1939                                 | 1959                                 | 1979                                 | 1989                                 |
| ↗838                                 | ↘453                                 | ↘392                                 | ↗607                                 | ↘601                                 |
| 1996                                 | 2004                                 | 2007                                 | 2010                                 |                                      |
| ↘571                                 | ↘502                                 | ↘459                                 | ↘322                                 |                                      |

## Инфраструктура
В селе имеются основная школа, фельдшерско-акушерский пункт, дом культуры, библиотека, магазин, столовая, почтовое отделение. Село Мошки газифицировано, имеется централизованное водоснабжение.
Через Мошки проходит автодорога регионального значения «Тамбов — Пенза» — Беково с асфальтовым покрытием.

## Достопримечательности
На севере села находится братская могила участников коллективизации, убитых крестьянами: председателя колхоза «Путь к социализму» (с. Гранки) П.Е. Рябова (1896-1932) и бригадира колхоза «Большевик» (с. Мошки) И.А. Давыдова (? - 1933).

## Улицы
- Доможировская;
- Ивановская;
- Молодёжная;
- Мошковская;
- Садовая;
- Церковная.